# دیزج بطچی
دیزج بطچی، روستایی است از توابع بخش مرکزی شهرستان خوی استان آذربایجان غربی ایران.

## جمعیت
این روستا در دهستان فیرورق قرار داشته و بر اساس سرشماری سال ۱۳۸۵ جمعیت آن ۱۷۳ نفر (۴۶ خانوار)
بوده‌است.